# Spilosoma stigmata
Spilosoma stigmata är en fjärilsart som beskrevs av Moore 1865. Spilosoma stigmata ingår i släktet Spilosoma och familjen björnspinnare. Inga underarter finns listade i Catalogue of Life.